# Adikaratti
Adikaratti is een panchayatdorp in het district Nilgiris van de Indiase staat Tamil Nadu. 

## Demografie
Volgens de Indiase volkstelling van 2001 wonen er 15.996 mensen in Adikaratti, waarvan 48% mannelijk en 52% vrouwelijk is. De plaats heeft een alfabetiseringsgraad van 72%. 